# Ibn Tufail
Abu Bakr Muhammad ibn Abd al-Malik ibn Muhammad ibn Tufail al-Qaisi al-Andalusi, död 1185, var en arabisk filosof och författare som levde norr om Granada i det muslimska Spanien, al-Andalus.
I sin filosofiska roman Hayy ibn Jaqzān (utgiven med latinsk översättning av E. Pocock under titeln Philosophus autodidactus 1671) skildrar han hur ett på en obebodd ö levande barn spontant utvecklas till högsta filosofiska stadium och uppnår det gudomliga skådandet.
Liksom Robinson Crusoe är boken en bildningsroman, men Hayys mål är inte att behärska naturen, som istället är hans läromästare. Genom sitt sökande efter kunskap förbättrar han sina insikter och väjer inte för dåtidens vetenskaps svåraste frågor. Boken är genomsyrad av filosofiska och religiösa perspektiv, där den muslimska vetenskapens viktigaste uppgift är att söka svar på livets existentiella frågor.